# Tvărditsa (distrikt)
Tvărditsa (bulgariska: Твърдица) är ett distrikt i Bulgarien.   Det ligger i kommunen Obsjtina Burgas och regionen Burgas, i den östra delen av landet, 300 km öster om huvudstaden Sofia.